# Корецька волость
Корецька волость — історична адміністративно-територіальна одиниця Новоград-Волинського повіту Волинської губернії Російської імперії. Волосний центр — містечко Корець.
Станом на 1885 рік складалася з 15 поселень, 13 сільських громад. Населення — 12933 особи (6608 чоловічої статі та 6325 — жіночої), 1 142 дворові господарства.
|                     | Площа, десятин | У тому числі орної, дес. |
| ------------------- | -------------- | ------------------------ |
| Сільських громад    | 11446          | 8290                     |
| Приватної власності | 4919           | 2377                     |
| Казенної власності  | —              | —                        |
| Іншої власності     | 829            | 554                      |
| Загалом             | 17194          | 11221                    |

Основні поселення волості:
- Корець — колишнє державне і власницьке містечко, при річці Корчик за 29 верст від повітового міста, 2215 осіб, 400 дворів, волосне правління, 2 православні церкви, жіночий монастир, костел, католицька каплиця, синагога, 6 єврейських молитовних будинків, богадільня, поштова станція, 6 постоялих дворів, 4 постоялі будинки, 108 лавок, базар, ярмарків, цегельний завод. За 7 верст — садиба Забара із винокурним та цегельним заводами, вітряком.
- Бабин — колишнє власницьке село при річці Корчик, 300 осіб, 43 двори, школа.
- Богданівка — колишнє власницьке село при безіменній річці, 419 осіб, 68 дворів, школа, вітряк.
- Бриків — колишнє власницьке село при безіменній річці, 332 особи, 49 дворів, школа, постоялий будинок, вітряк.
- Голичівка — колишнє власницьке село, при річці Кобилянка, 327 осіб, 44 двори, школа, постоялий будинок, вітряк.
- Головниця — колишнє власницьке село, при річці Дубниці, 480 осіб, 90 дворів, православна церква, школа, постоялий будинок.
- Козак — колишнє власницьке село, 170 осіб, 30 дворів, православна церква, постоялий будинок.
- Шитня [2]— колишнє власницьке село, при річці Корчик, 282 особи, 50 дворів, школа.
- Юзефин — колишнє власницьке містечко, при річці Корчик, 309 осіб, 80 дворів, єврейський молитовний будинок, школа, 4 постоялі двори, постоялий будинок, паровий млин, вітряк, крупорушка, винокурний завод.

## У складі Польщі
18 березня 1921 року було прокладено новий кордон між УРСР та Польщею, внаслідок чого Корецька волость у повному складі (окрім села Шитня) увійшла до складу Польщі, у 1921-1939 роках це ґміна Кожец Рівненського повіту Волинського воєводства.
12 грудня 1933 р. до ґміни передано з ліквідованої ґміни Майкув села Крилів і Черниця.
Польською окупаційною владою на території ґміни велася державна програма будівництва польських колоній і заселення поляками. На 1936 рік ґміна складалася з 24 громад:
1. Ганнівка — село: Ганнівка
2. Бабин — село: Бабин;
3. Богданівка — село: Богданівка та хутір: Підліски;
4. Бриків — село: Бриків та хутір: Бриківське;
5. Черниця — село: Черниця;
6. Головниця — село: Головниця та хутір: Головницьке;
7. Голичівка — село: Голичівка та хутір: Голичівське;
8. Гвіздів — село: Гвіздів та хутір: Гвоздівське;
9. Юзефин — село: Юзефин, хутір: Чернецьке та колонія: Шитня;
10. Юзефівка — колонії: Юзефівка і Будисько та хутори: Клин і Лазарет;
11. Кобильня — село: Кобильня та хутір: Кобилянське;
12. Козак — село: Козак;
13. Крилів — село: Крилів;
14. Любомирка — колонії: Любомирка і Віриця;
15. Миколаївка — колонії: Миколаївка, Груд, Круглик і Пастовень;
16. Морозівка — село: Морозівка та хутір: Морозівка;
17. Новий-Корець — село: Новий Корець та хутір: Мілевського;
18. Рядківка — село: Рядківка;
19. Річечина — колонія: Річечина;
20. Річки — село: Річки;
21. Старе-Корецьке — хутір: Старе-Корецьке;
22. Сторожів — село: Сторожів та хутір: Сторожівське;
23. Забара — колонія: Забара;
24. Заводня — колонія: Заводня.

Після радянської анексії західноукраїнських земель ґміна ліквідована у зв'язку з утворенням районів